# Giuseppe Bres
 (juillet 2023).
La mise en forme du texte ne suit pas les recommandations de Wikipédia : il faut le « wikifier ».
Les points d'amélioration suivants sont les cas les plus fréquents. Le détail des points à revoir est peut-être précisé sur la page de discussion.
- Les titres sont pré-formatés par le logiciel. Ils ne sont ni en capitales, ni en gras.
- Le texte ne doit pas être écrit en capitales (les noms de famille non plus), ni en gras, ni en italique, ni en « petit »…
- Le gras n'est utilisé que pour surligner le titre de l'article dans l'introduction, une seule fois.
- L'italique est rarement utilisé : mots en langue étrangère, titres d'œuvres, noms de bateaux, etc.
- Les citations ne sont pas en italique mais en corps de texte normal. Elles sont entourées par des guillemets français : « et ».
- Les listes à puces sont à éviter, des paragraphes rédigés étant largement préférés. Les tableaux sont à réserver à la présentation de données structurées (résultats, etc.).
- Les appels de note de bas de page (petits chiffres en exposant, introduits par l'outil «  Source ») sont à placer entre la fin de phrase et le point final[comme ça].
- Les liens internes (vers d'autres articles de Wikipédia) sont à choisir avec parcimonie. Créez des liens vers des articles approfondissant le sujet. Les termes génériques sans rapport avec le sujet sont à éviter, ainsi que les répétitions de liens vers un même terme.
- Les liens externes sont à placer uniquement dans une section « Liens externes », à la fin de l'article. Ces liens sont à choisir avec parcimonie suivant les règles définies. Si un lien sert de source à l'article, son insertion dans le texte est à faire par les notes de bas de page.
- La présentation des références doit suivre les conventions bibliographiques. Il est recommandé d'utiliser les modèles {{Ouvrage}}, {{Chapitre}}, {{Article}}, {{Lien web}} et/ou {{Bibliographie}}. Le mode d'édition visuel peut mettre en forme automatiquement les références.
- Insérer une infobox (cadre d'informations à droite) n'est pas obligatoire pour parachever la mise en page.

Pour une aide détaillée, merci de consulter Aide:Wikification.
Si vous pensez que ces points ont été résolus, vous pouvez retirer ce bandeau et améliorer la mise en forme d'un autre article.
Pour les articles homonymes, voir Bres et Brès.
Giuseppe Bres (Joseph Brès en français), né en 1842 à Nice et mort le 16 juin 1924 dans la même ville, est un écrivain et critique d'art italien.

## Biographie
Giuseppe Bres est né en 1842 à Nice, où il embrasse les idéaux de l'irrédentisme italien.
Il fréquente le lycée classique de la ville où il a, entre autres, l'historien Eugène Caïs de Pierlas comme compagnon, avec qui il noue une amitié durable. Inscrit à la Faculté de droit de l'Université de Nice, qui est fermé l'année suivante par l'annexion de la province de Nice à la France, Bres ne poursuit pas ses études.
En 1871, il participe aux "vêpres de Nice" (une "révolte" anti-française et pro-italienne à Nice) et pour cette raison il est déporté par les autorités françaises vers l'île de Santa Margherita (Sainte-Marguerite). De retour à Nice, il est élu conseiller municipal aux élections de 1874 et devient plus tard juge au tribunal de la chambre de commerce de Nice. Il reçoit la croix de chevalier de la Couronne d'Italie pour ses mérites en tant qu'érudit et pour avoir toujours été fidèle aux idéaux italiens de sa jeunesse.
En 1892, avec son ami Eugène Caïs de Pierlas à la tête d'un Comité général italien des irrédentistes expatriés niçois, il organise, avec d'autres irrédentistes, une contre-manifestation lors de la célébration française de l'annexion de Nice à la France en 1793. Bres voulait apposer l'inscription : 
Ai militi / del Contado di Nizza / che sulle Alpi Marittime / duce Thaon di S. Andrea / strenuamente pugnarono / a difesa della patria / trascorso un secolo / I Nizzardi / non immemori / M.DCCCXCVI
Aux soldats / du comté de Nice / qui dans les Alpes Maritimes / avec le duc Thaon di S. Andrea / ont combattu avec acharnement / pour la défense de la patrie / un siècle passé / Les Nizzards / pas oublieux / M.DCCCXCVI.

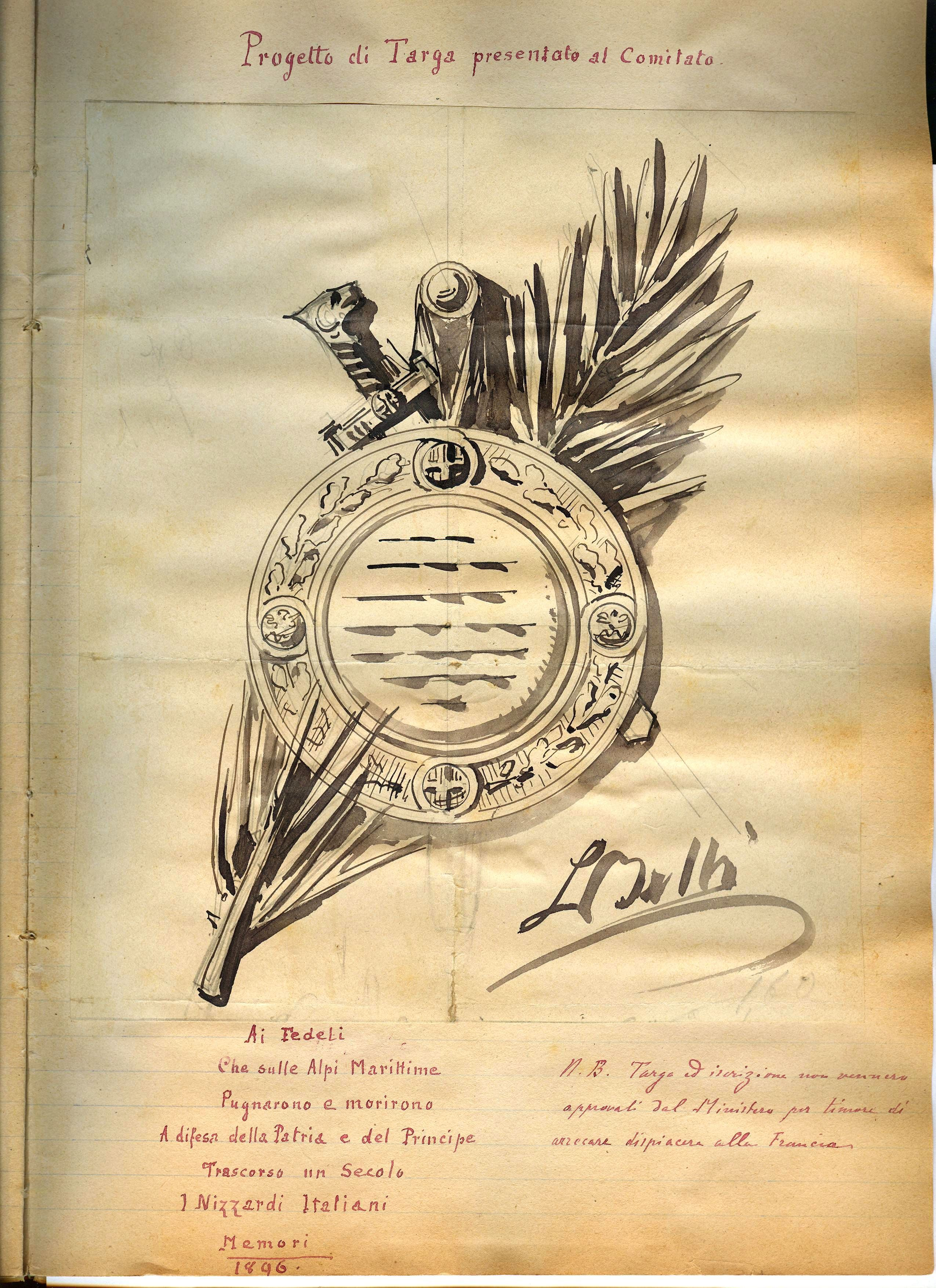
Projet de plaque commémorative des irrédentistes niçois 1896.

Cette contre-manifestation, avec plaque commémorative et inscription, n'est pas approuvée par le ministre de l'époque, de peur de provoquer le mécontentement de la France.

## Publications
Eugène Caïs de Pierlas, devenu un historien de valeur, influence Bres et le pousse à la recherche historique. En 1903, il publie à Gênes un ouvrage sur les peintres niçois Giovanni Miraglietti, Ludovico Brea et Bartolomeo Bensa, Notizie intorno ai pittori nicesi Giovanni Miraglietti, Ludovico Brea e Bartolomeo Bensa.
Il polémique avec le vice-conservateur des musées de Nice qui soutient que Miraglietti était français, avec sa Question d'Art régional. Etude critique. Autres notes inédites sur les peintres niçois imprimées à Nice en 1911 (Questioni d'arte regionale. Studio critico. Altre notizie inedite sui pittori nicesi).
Dans ces années, la production littéraire de Bres est très intense. En 1906, il publie Delle stamperie ed altre industrie affini in Nizza, ainsi que Considerazioni sul dialetto nizzardo. Suggerimenti sulla sua forma qui affirme le caractère spécifique et surtout non français du dialecte niçois. L'année suivante, il publie les deux volumes de Da un archivio notarile di Grassa. À partir de 1908, il publie Prima e dopo la Rivoluzione del 1789. Note storiche nicesi. En 1909, il publie Notizie varie concernenti la regione nicese. En 1911, I Grimaldi di Boglio e la dedizione di Nizza a d Amedeo VII.
L'œuvre la plus significative de Giuseppe Bres dans le domaine de la critique d'art est en 1914, L'arte nell'estrema Liguria occidentale. Toujours en 1914, il livre à la presse une étude historique sur Caterina Segurana la célèbre héroïne niçoise. En 1919, il publie Note d'archivio, une collection de documents importants sur Nice. En 1922, il publie Notizie sulla famiglia Badat dans l'Armanac niçart . En 1929, son fils Carlo fit imprimer son œuvre posthume sur Annibale Grimaldi, conte di Boglio.
Toutes les œuvres de Bres, écrites en italien, ont été imprimées à Nice (sauf la première mentionnée), même plusieurs années après la cession de la ville à la France.
Il est enterré au cimetière de Cimiez.